# Водяной пистолет

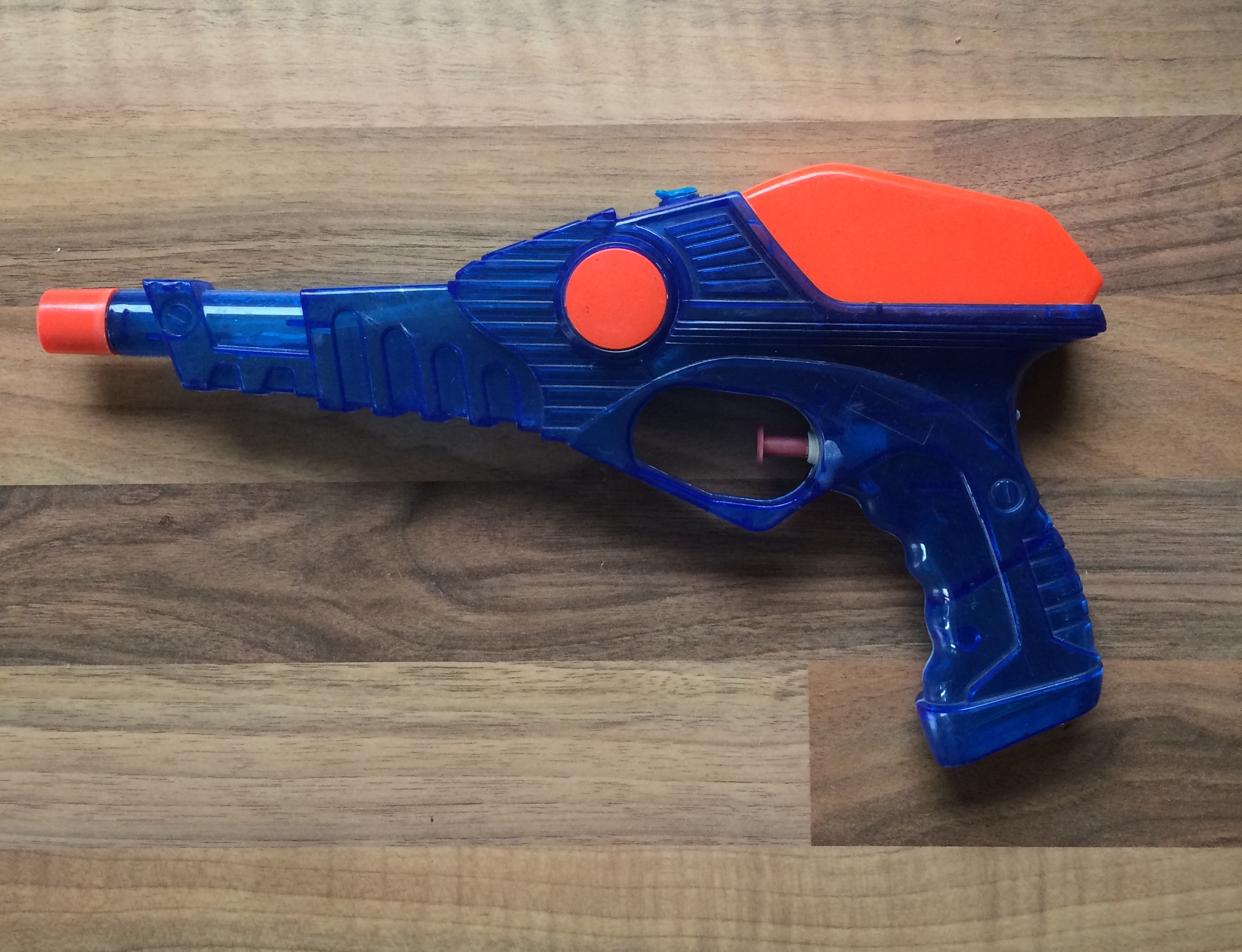

устройство водяного пистолета

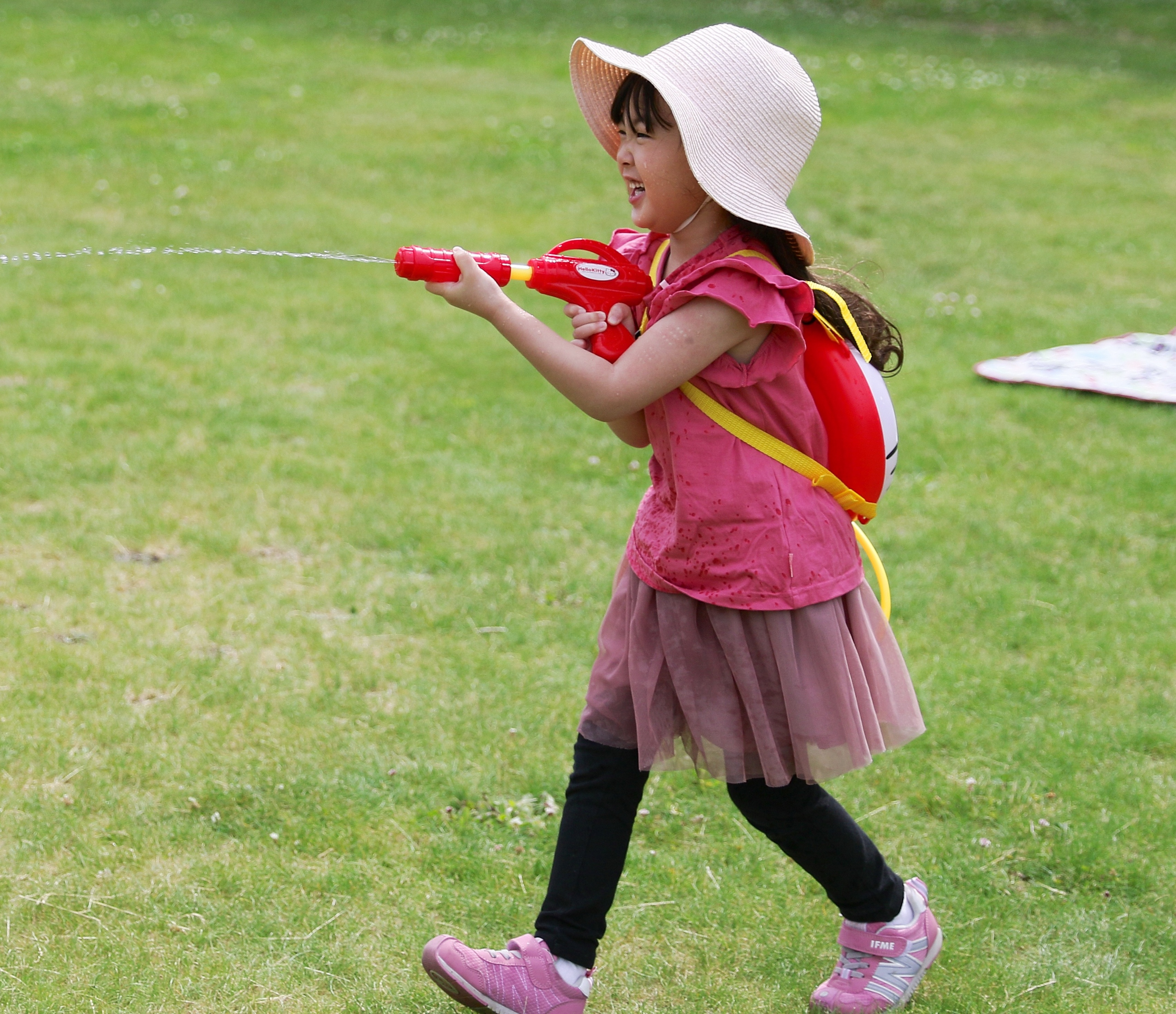
девочка с водяным пистолетом

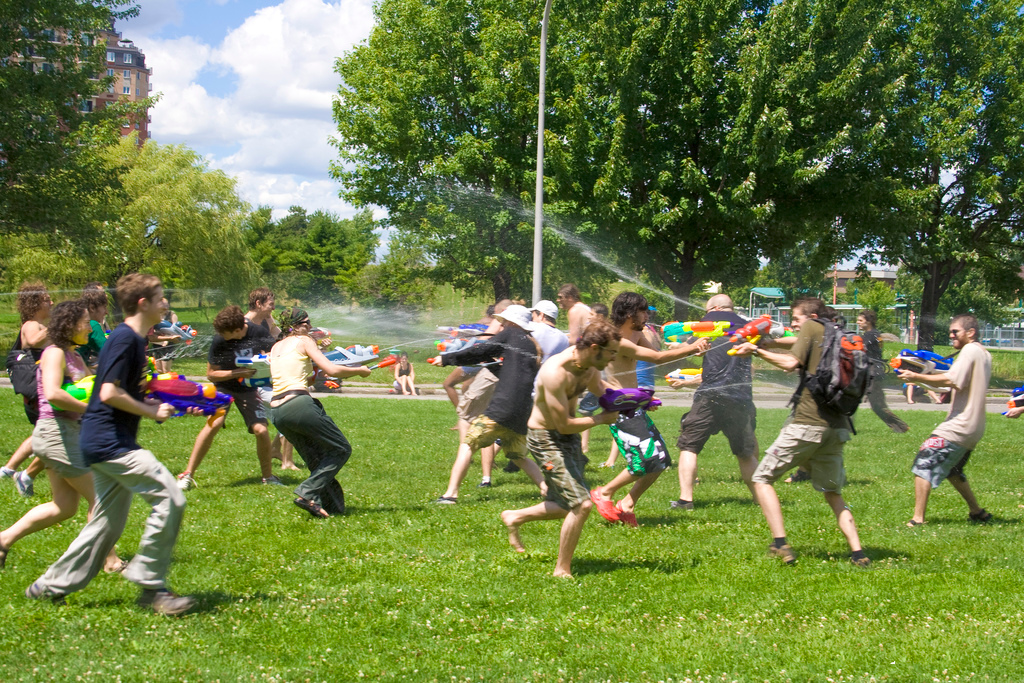
студенты сражаются с помощью водяных пистолетов (Монреаль, Канада, июль 2007 года)

Водяной пистолет — один из видов игрушечных пистолетов, предназначенный для стрельбы водой.
Первые водяные пистолеты делались из металла и снабжались резиновым сжимающимся пузырём, позволявшим выпускать из пистолета воду. Серийное производство таких пистолетов впервые было начато в 1915 году. В XX веке популярностью стал пользоваться водяной пистолет на основе поршневой системы, и, несмотря на малый объём воды, доступный в таком пистолете, и наличие на сегодняшнем рынке пистолетов, основанных на других системах, подобная технология их изготовления остаётся популярной до сих пор.